# Аполлони, Луиджи
Луи́джи Аполло́ни (итал. Luigi Apolloni; род. 2 мая 1967, Фраскати, Лацио) — итальянский футболист и футбольный тренер. Участник чемпионата мира 1994 и чемпионата Европы 1996.

## Карьера

### Клубная
Аполлони начал свою карьеру в клубе серии С2 «Лодиджани» в 1983 году, но ни разу не вышел на поле в составе основной команды. Дебютировал в профессиональном футболе в своём следующем клубе «Пистойезе», в котором провёл два сезона. Отыграв один год в «Реджане», Аполлони перешёл в «Парму», в которой он провёл большую часть своей карьеры. В «Парме» Аполлони вместе с Лоренцо Минотти образовал одну из сильнейших пар центральных защитников в европейском футболе тех лет. В составе «Пармы» Аполлони выиграл ряд итальянских и международных соревнований, среди которых Кубок УЕФА и Кубок кубков. Начиная с 1996 года на него обрушилась череда травм, в результате которых он потерял место в основном составе и перешёл в «Верону», в которой и завершил карьеру в 2001 году, проведя за всю карьеру 255 матчей в Серии А и забив в них 7 голов.

### В сборной
В составе национальной сборной Луиджи Аполлони дебютировал 27 мая 1994 года в матче со сборной Финляндии. Всего он провёл 15 матчей за сборную и был в её составе на чемпионате мира 1994 и чемпионате Европы 1996.

### Тренерская
После окончания карьеры футболиста Аполлони тренировал клубы Серии В «Модена» и «Гроссето».
27 июля 2015 года стал главным тренером клуба серии D «Парма», после того как около месяца числился тренером клуба «Лентиджоне». 26 мая 2016 года продлил контракт с «Пармой» до 30 июня 2018 года, выведя команду в серию C. 22 ноября 2016 года был отправлен в отставку.

## Достижения

### Командные
- Обладатель Кубка Италии (2): 1992, 1999
- Обладатель Суперкубка Италии (1): 1999
- Обладатель Кубка кубков (1): 1993
- Обладатель Суперкубка УЕФА (1): 1993
- Обладатель Кубка УЕФА (2): 1995, 1999
- Финалист чемпионата мира (1): 1994